# Bruno Banani (Rennrodler)
Bruno Banani (* 4. Dezember 1987 in Angaha, ʻEua als Fuahea Semi) ist ein tongaischer Rennrodler, der alleine den Nationalkader der 2009 gegründeten Luge Association of the Kingdom of Tonga bildet.

## Karriere
Im November 2008 lud die wintersportbegeisterte Schwester des Königs George Tupou V. und Bekannte des monegassischen Fürsten und Bobpiloten Albert II., Prinzessin Sālote Mafileʻo Pilolevu Tuita, zu einem Casting an den Königspalast in Nukuʻalofa ein. Ziel des einwöchigen Trainingslagers war es, einen geeigneten Kandidaten für die Teilnahme an den Olympischen Winterspielen 2010 zu finden. Nach mehreren Tests, bei denen die Bewerber neben Mut auch Kraft, Athletik und Geschicklichkeit beweisen mussten, und dem abschließenden „Summer Slide“ wurden der 21-jährige Informatikstudent Fuahea Semi als Gewinner und der 18-jährige Soldat Taniela Tufunga als Zweitplatzierter des Castings ermittelt.
Der Samoa Observer hatte ebenso wie Radio Australia im Dezember 2008 unter Bezugnahme auf das Onlinemagazin Matangi Tonga von Fuahea Semi und Taniela Tufunga als Castingsieger berichtet; deutschsprachige Medien sowie der Internationale Rennrodelverband (FIL) berichteten seit November 2009 hingegen von Bruno Banani, dem Sohn eines Lehrers.
Ende Januar 2012 veröffentlichte Der Spiegel einen Bericht, wonach der zuvor als Bruno Banani bekannte Rennrodler 1987 unter dem Namen Fuahea Semi als Sohn einer einfachen tongaischen Familie geboren wurde. Tatsächlich war die Werbeagentur makai Europe am Casting Ende 2008 beteiligt. Zur besseren Vermarktung Semis schlug der Geschäftsführer der Agentur eine Änderung des Namens vor, die nach sechsmonatiger Verhandlung mit der Ausstellung eines neuen Passes und einer Änderung der Geburtsurkunde abgeschlossen wurde. Das Chemnitzer Modeunternehmen Bruno Banani nahm den Rennrodler, der „zufällig“ den Namen des Unternehmens trug, tatsächlich unter Vertrag und gab im Januar 2012 nach der Aufdeckung der Geschichte an, Bruno Banani alias Fuahea Semi selbstverständlich auch weiterhin zu unterstützen.
Nach dem von der ehemaligen Rennrodlerin Isabel Barschinski geleiteten Casting übernahm der Bob- und Schlittenverband für Deutschland (BSD) ab der Saison 2010/11 eine Partnerschaft für Banani. Von nun an trainierte und reiste er sowohl in den Sommermonaten als auch während der laufenden Wintersaison im Kreise der deutschen Nationalmannschaft.
Banani gab sein internationales Debüt zum Auftakt der Saison 2009/10 in Calgary im Rennrodel-Weltcup und wurde 56. Abgesehen vom letzten Rennen in Cesana Pariol startete er in sieben der acht Saisonrennen. In Königssee erreichte er das Ziel nicht, in den anderen sechs Rennen gewann er jeweils einen Weltcuppunkt, obwohl er sich über die Nationen-Cups nicht für das eigentliche Weltcuprennen qualifizieren konnte. Bestes Ergebnis der Saison war jeweils der 50. Platz in Lillehammer und Winterberg. Mit sechs Punkten belegte er den 54. Platz in der Weltcup-Gesamtwertung. Die angestrebte Teilnahme an den Olympischen Spielen verpasste Banani knapp, weil er im entscheidenden Rennen stürzte und mit einer Gehirnerschütterung ins Krankenhaus eingeliefert werden musste.
Auch in der Saison 2010/11 nahm er von Beginn an am Weltcup teil. Mit 42. Plätzen in Igls und Winterberg verbesserte er seine besten Platzierungen, konnte sich aber weiterhin noch nicht für die finalen Weltcuprennen qualifizieren. Bei den Rennrodel-Weltmeisterschaften 2011 in Cesana belegte Banani den 36. Platz. In der Gesamtwertung wurde er 47. Nach der Saison nahm er am Spaßevent Wok-WM 2011 teil. Des Weiteren war er zu Gast bei stern TV.
Die Saison 2011/12 startete für den Rennrodler fulminant: am 15. Dezember 2011 gelang es ihm in Calgary erstmals, sich für ein Weltcup-Rennen zu qualifizieren, bei dem er den 26. Platz belegte. Im Rahmen der als ein „race-in-race“ ausgetragenen ersten Rennrodel-Amerika-Pazifikmeisterschaften gewann Bruno Banani in Kanada für sein Heimatland Tonga die Bronzemedaille. Bei den Rennrodel-Weltmeisterschaften 2012 in Altenberg wurde er 36. Am Ende der Saison standen drei Weltcupteilnahmen (Calgary, St. Moritz, Sigulda) sowie ein 34. Platz in der Gesamtwertung zu Buche.
Die Saison 2012/13 stand im Zeichen einer langfristigen Olympiavorbereitung. Bruno Banani trainierte bereits seit Juni mit Teilen der deutschen Nationalmannschaft am Stützpunkt in Oberwiesenthal. Höhepunkt des Winters wurden die Weltmeisterschaften auf der Olympiabahn von 2010 in Whistler. Mit einer Endzeit von 49,026 s verpasste er die Teilnahme am zweiten Wertungslauf um 0,061 s und belegte somit Rang 28. Banani nahm an acht von neun Wettkämpfen teil und beendete die Saison mit zwei Weltcupqualifikationen (Königsee, Oberhof) sowie einem 39. Gesamtwertungsplatz.
Am 24. Dezember 2013 teilte der Internationale Rennrodelverband (FIL) mit, dass Banani die Qualifikation für die Olympischen Winterspiele 2014 in Sotschi, die in Park City ausgetragen wurde, geschafft habe. Nach vier Läufen am 8. und 9. Februar lag Banani auf dem 32. Rang 6,150 Sekunden hinter dem Olympiasieger Felix Loch und konnte damit sieben Starter hinter sich lassen.

## Resultate
| Saison  | Nationencup      | Weltcup         | Weltmeisterschaften | Olympische Spiele  |
| ------- | ---------------- | --------------- | ------------------- | ------------------ |
| 2009/10 | 51. 0(13 Punkte) | 54. 0(6 Punkte) | –                   | nicht qualifiziert |
| 2010/11 | 35. 0(89 Punkte) | 47. (19 Punkte) | 36. Platz           | –                  |
| 2011/12 | 26. (151 Punkte) | 34. (56 Punkte) | 34. Platz           | –                  |
| 2012/13 | 25. (144 Punkte) | 39. (43 Punkte) | 28. Platz           | –                  |
| 2013/14 | 37. 0(87 Punkte) | 47. (24 Punkte) | –                   | 32. Platz          |